# Vysoký Tok
Vysoký tok (546 m) je hora v Křivoklátské vrchovině a také přírodní rezervace, vyhlášená roku 1984. Nachází se v prostoru vrcholu a jižního až východního úbočí, zhruba dva kilometry jižně od obce Branov. Důvodem ochrany jsou společenstva vrcholových pleší a suťové porosty.